# Drumsite

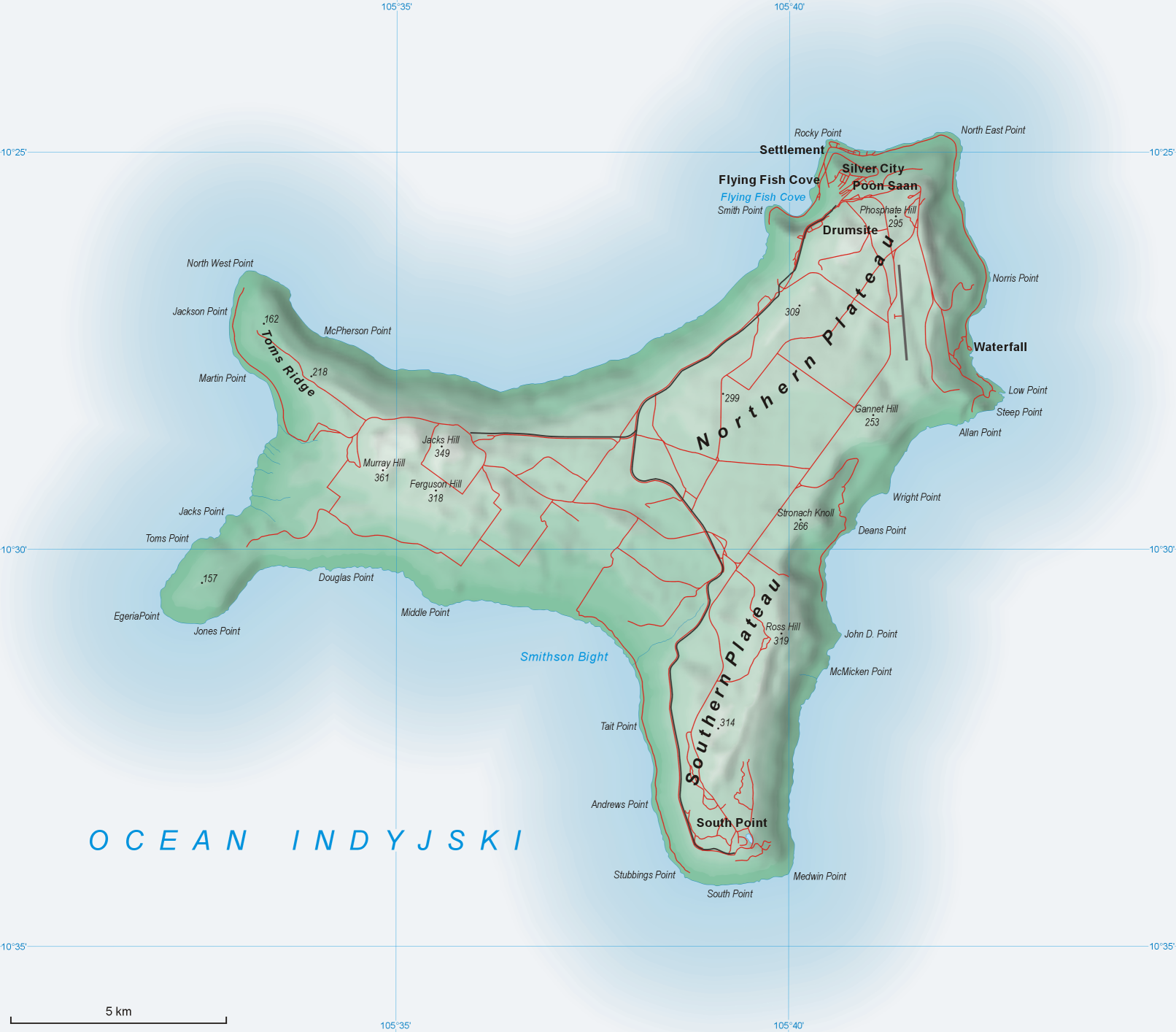
Mapa Wyspy Bożego Narodzenia z zaznaczonym Drumsite

Drumsite – osada na Wyspie Bożego Narodzenia (australijskiego terytorium zależnego), położona na północno-wschodnim wybrzeżu, blisko stolicy Flying Fish Cove. Skład etniczny ludności mieszkańców to Chińczycy i Europejczycy. W obszarze znajdują się ścieżki migracji czerwonych krabów, które są chronione.